# Partit Liberal (Israel)
El Partit Liberal (hebreu: מפלגה ליברלית ישראלית‎, transliterat: Miflega Libralit Yisraelit) fou un partit polític d'Israel, un dels antecessors de l'actual Likkud. Fou fundat el 8 de maig de 1961 de la unió dels Sionistes Generals i el Partit Progressista, que disposaven plegats de 14 escons al Kenésset.

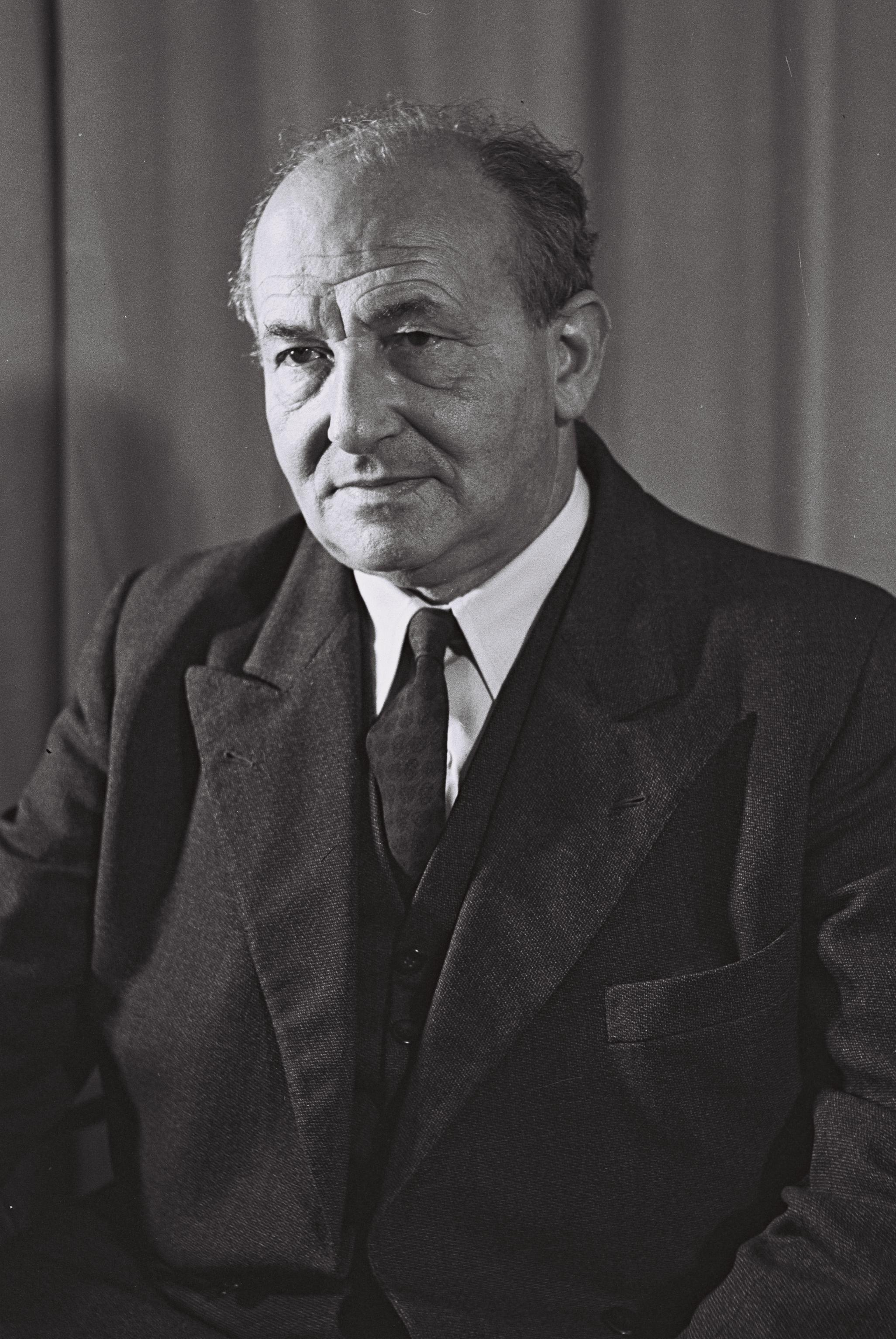
Peretz Bernstein

El 1961 es convocaren eleccions anticipades després que Sionistes Generals i Herut van presentar una moció de no confiança al govern sobre l'afer Lavon. A les eleccions de 1961 el partit va obtenir 17 escons, el mateix nombre que Herut, i restaren la tercera força en discòrdia.
El 1965 el partit va mantenir converses amb el partit Herut de Menahem Begin sobre una possible fusió. Set antics diputats del Partit Progressista dirigits per Pinchas Rosen es van separar en protesta per formar Liberals Independents el 16 de març de 1965. El 25 de maig de 1965 es va fusionar amb el partit Herut per formar Gahal, acrònim hebreu de Bloc Herut-Liberals (hebreu: גוש חרות - ליברלים, Gush Herut-Libralim), tot i que els dos partits van continuar funcionant com faccions independents dins de l'aliança.
La formació de Gahal va ser un important punt d'inflexió en la política israeliana, ja que per primera vegada un partits podria desafiar l'hegemonia de Mapai. Al final de la sessió de la Knesset Gahal tenia 27 escons, només set menys del 34 de Mapai (havia perdut dels 42 inicials vuit seguidors de Ben-Gurion, que s'havia separat per formar Rafi).
Abans de les eleccions de 1973, Gahal va fusionar un nombre reduït dels partits de dreta inclòs el Centre Lliure (escissió de Gahal), la Llista Nacional i l'extraparlamentari Moviment pel Gran Israel per a formar el partit Likkud. El nou partit va fer història quan va apartar l'esquerra del poder en guanyar les eleccions de 1977. El Partit Liberal, finalment va deixar d'existir el 1988, quan Likkud va esdevenir un partit unitari.